# Vincentius Opsopoeus
Vincentius Opsopoeus (* unbekannt; † August oder September 1539 in Ansbach; eigentlich Vinzenz Heidecker, Pseudonym: Publius Porcius) war ein bayerischer Autor. Neben zahlreichen Übersetzungen und Editionen ist nur ein eigenes Werk bekannt, welches im Jahr 1536 erstmals unter dem lateinischen Titel De arte bibendi libri tres erschienen ist. Eine erste deutsche Übersetzung erfolgte bereits im Jahr 1537.
Unter dem Pseudonym Vincentius Opsopoeus wurden zu dessen Lebzeiten unterschiedliche Werke veröffentlicht, unter denen sein Buch Vonn der kunst zu trincken eine bedeutende Position einnimmt.

## Leben
Als Sohn eines Kochs wuchs Heidecker in Bayern auf. Aus diesem Umstand resultiert sein späterer Künstlername, da Opsopoeus die latinisierte Form des altgriechischen Wortes für „Speismacher“ ist.
Im Jahr 1524 zog Opsopoeus zum Studium nach Wittenberg und Leipzig, wo er unter dem Eindruck der Reformation verschiedene reformatorische Schriften, darunter einige Briefe und Kommentare Luthers übersetzte und edierte, woraus postalische Kontakte zu Philipp Melanchthon und Joachim Camerarius resultierten. Bis zum Jahre 1527 widmete Opsopoeus sich dem Studium der griechischen Antike in Nürnberg, für das er ein von Martin Luther ausgestelltes Empfehlungsschreiben erhielt.
Ab 1528 war Opsopoeus als Schuldirektor an einem Gymnasium in Ansbach tätig, wo er bis zu seinem Tod im August 1539 lebte. Neben dieser Tätigkeit war Opsopoeus darüber hinaus als Erzieher für Albrecht Alcibiades tätig. 1530 heiratete er die Witwe Ursula Henninger, die Anfang 1532 verstarb. Im April des gleichen Jahres heiratete er in Nürnberg erneut, mit Margarethe Herzog hatte er einen Sohn namens Sebastian.
In der Wissenschaft gibt es Vermutungen, die eine Trinksucht als Grund für den Tod Opsopoeus annehmen. Ebenfalls findet sich eine Quelle, die das Antreten der Rektorstelle auf das Jahr 1548 und seinen Tod auf das Jahr 1549 datiert. Die Mehrheit der neueren Forschungen geht allerdings davon aus, dass Opsopoeus' Tod auf 1539 festgesetzt werden kann, weshalb widersprüchliche Angaben als nicht mehr zeitgemäß und veraltet betrachtet werden können.

## Gesamtwerk
Im Laufe seines Lebens schrieb und veröffentlichte Opsopoeus eine Vielzahl an Schriften, wobei die meisten Übersetzungen oder Editionen reformatorischer Schriften waren. Im Jahr 1524 erschien in Wittenberg als sein erstes Werk eine deutsche Übersetzung von Martin Luthers Die Epistel St. Pauli an die Galater. Unter Johann Setzer wurden seine übrigen Schriften in den folgenden Jahren in Hagenau gedruckt. So erschien im Jahr 1526 eine Edition von Martin Luthers Epistolarum farrago, danach Luthers Sermo […] super sacramento (1527). Schließlich folgten einige Lateinische Übersetzungen, darunter, ebenfalls 1527, Lukians  Hermotimos, Luthers Katechismus (1529), verschiedene Werke von Polybios (1530), Aethiopica von Heliodoros (1531 in Hagenau und 1534 in Basel), sowie eine Übersetzung von Psalmi omnium selectissimi adflictis conscientijs, ac Deum inuocantibus, non uulgariter utiteles Latino carmine redditi von Hermann von Neuenahr dem Älteren (1532).
In seiner literarischen Laufbahn ist jedoch nur ein eigenes persönliches Werk bekannt. Hierbei handelt es sich um das Buch De arte bibendi libri III, gedruckt in Nürnberg im Jahre 1536. Schon ein Jahr nach dessen Veröffentlichung wurde das ursprünglich auf Latein verfasste Buch von einem Cousin Opsopoeus' ins Deutsche übersetzt. Dieser wiederum, namentlich Gregor Wickram, ist ein Vetter des bekannten Autors Jörg Wickram, der durch seine Bedeutung für die Epoche der Romantik auch heute noch präsent ist.

### Werkausgabe
- Vincentius Opsopopeus: Die Kunst, wie man recht trincken soll nit daß man Tag und Nacht werd voll. Die biecher Vincentii Obsopei: Vonn der kunst zu trincken / auß dem latein in unser Teutsch sprach transferiert / durch Gregorium Wickramm Gerichtsschreiber zu Colmar. Köln a. Rh. 1891.

### Sekundärliteratur
- Robert Eitner: Opsopäus, Vincentius. In: Allgemeine Deutsche Biographie (ADB). Band 24, Duncker & Humblot, Leipzig 1887, S. 408.
- Kühlmann, Wilhelm: Art. „Opsopoeus“, in: Kühlmann, Wilhelm (Hrsg.): Killy Literaturlexikon. Autoren und Werke des deutschsprachigen Kulturraumes, Band 8, Berlin / New York 2010.
- Jaumann, Herbert: Art. „Opsopoeus, Vincentius“, in: Jaumann, Herbert (Hrsg.): Handbuch Gelehrtenkultur der Frühen Neuzeit. Band 1: Bio-bibliographisches Repertorium, Berlin 2004.